# Elgeta
Elgeta (em basco e oficialmente) ou Elgueta (em castelhano) é um município da Espanha na província de Guipúscoa, comunidade autónoma do País Basco, com 16,83 km² de área[carece de fontes?] e 2021 tinha 1 141 habitantes (densidade: 67,8 hab./km²).

## Demografia
| Variação demográfica do município entre 1991 e 2004 | Variação demográfica do município entre 1991 e 2004 | Variação demográfica do município entre 1991 e 2004 | Variação demográfica do município entre 1991 e 2004 |
| --------------------------------------------------- | --------------------------------------------------- | --------------------------------------------------- | --------------------------------------------------- |
| 1991                                                | 1996                                                | 2001                                                | 2004                                                |
| 1007                                                | 982                                                 | 974                                                 | 1002                                                |